# Indolestes tenuissimus
Indolestes tenuissimus – gatunek ważki z rodziny pałątkowatych (Lestidae).